# Mineriada
La Mineriada (in romeno Mineriadă, plurale Mineriade) è il termine generico utilizzato per descrivere le incursioni e gli interventi violenti dei minatori della valle del Jiu a Bucarest nella Romania nel periodo successivo alla rivoluzione del 1989. Le azioni dei minatori, che hanno causato danni materiali e perdite in termini di vite umane, erano mirate a fare pressione sul governo per delle concessioni materiali, oppure rispondevano all'appello delle forze politiche della maggioranza del Fronte di Salvezza Nazionale (FSN) per la repressione di proteste antigovernative al fianco delle forze dell'ordine. La lega dei minatori, il cui leader fu a lungo Miron Cozma, costituì un attore politico-sociale di rilievo nel contesto della Romania degli anni novanta. Tra il 1990 e il 1999 vi furono sei mineriade, a gennaio, febbraio e giugno del 1990, a settembre del 1991, a gennaio e febbraio del 1999.

## Mineriada del gennaio 1990
In seguito alla decisione dei membri del governo provvisorio del Fronte di Salvezza Nazionale (FSN) di trasformare l'organo in partito, il 28 gennaio 1990 i gruppi di opposizione (Partito Nazionale Contadino Cristiano Democratico e Partito Nazionale Liberale) organizzarono una manifestazione di protesta a Piața Victoriei a Bucarest, di fronte al palazzo del governo, chiedendo le dimissioni del FSN.
In risposta, per ripristinare l'ordine, il 29 gennaio 1990 più di 5.000 minatori della valle del Jiu arrivarono a Bucarest attaccando i manifestanti e le sedi dei partiti di opposizione.

## Mineriada del febbraio 1990
A meno di un mese dalla prima mineriada, il 18 febbraio 1990 fu organizzata una nuova manifestazione contro il governo del FSN. Sebbene i manifestanti reclamassero la non violenza, un gruppo di questi iniziò a lanciare sassi contro il palazzo del governo. Per disperdere la folla, polizia ed esercito intervennero al fianco di 4.000 minatori appositamente fatti pervenire a Bucarest.

## Mineriada del giugno 1990

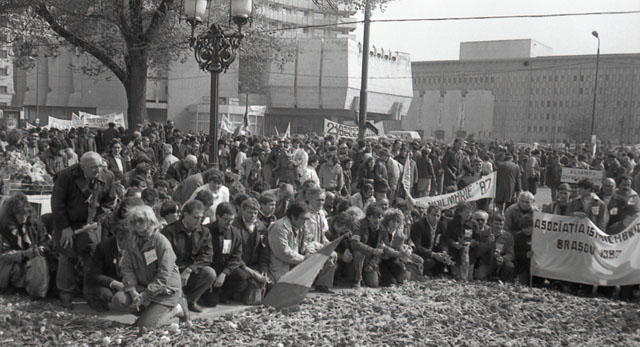
Una manifestazione a Piața Universității a Bucarest nel 1990

Dopo il successo alle elezioni del maggio 1990, stravinte dal Fronte di Salvezza Nazionale (FSN) e dal riconfermato presidente Ion Iliescu, il governo prese delle misure per reprimere le proteste di Piața Universității che erano iniziate in aprile. I manifestanti, per la maggior parte studenti, che protestavano contro la continuità della classe politica del nuovo ordinamento rispetto a quella della Romania comunista, avevano risposto in maniera violenta ai tentativi di sgombero da parte della polizia. L'intervento dei minatori del 13 giugno fu reclamato dal presidente Iliescu per ristabilire "il regime democratico sotto assedio" a Bucarest. 10.000 minatori arrivarono nella capitale, scontrandosi duramente con i manifestanti. Vi furono ufficialmente 6 morti e migliaia di feriti. Per il loro intervento i minatori furono pubblicamente ringraziati dal presidente Ion Iliescu.

## Mineriada del settembre 1991
La quarta mineriada iniziò il 24 settembre 1991 con l'occupazione del municipio della cittadina di Petroșani da parte dei minatori. Per voce del loro leader sindacale Miron Cozma questi pretendevano migliori condizioni di lavoro e salari più alti. Fu occupato un treno, che fu utilizzato per dirigersi a Bucarest per protestare di fronte al palazzo del governo. Il primo ministro Petre Roman rifiutò di negoziare, mentre i minatori risposero sollevando una sommossa chiedendo le dimissioni del governo e del presidente Ion Iliescu. Dopo due giorni di guerriglia urbana, il 26 settembre il governo di Petre Roman fu costretto a dare le dimissioni, mentre gli scontri continuarono fino al 28. Iliescu incontrò Cozma, rassicurandolo sulle rivendicazioni salariali ed invitando i minatori a lasciare Bucarest. Vi furono 3 morti e 455 feriti.

## Mineriada del gennaio 1999
Il 14 gennaio 1999, in seguito alla decisione del governo di Radu Vasile (Partito Nazionale Contadino Cristiano Democratico) di ridurre i sussidi statali alle attività minerarie, il leader sindacalista Miron Cozma diede il via ad una nuova sollevazione, con l'intenzione di raggiungere Bucarest. Le forze speciali della Gendarmeria romena prepararono un blocco in località Costești (Vâlcea), dando vita ad una vera battaglia contro i minatori, che uscirono vincitori e raggiunsero la città di Râmnicu Vâlcea. Il primo ministro Radu Vasile si recò personalmente per negoziare un accordo con i minatori, che fu chiuso il 23 gennaio 1999 al Monastero di Cozia.

## Mineriada del febbraio 1999
Il 14 febbraio 1999, il leader sindacale Miron Cozma fu condannato a 18 di anni di reclusione per i fatti delle mineriade del 1991. Ciò causò la sollevazione dei minatori, che provarono una nuova incursione a Bucarest. Lo scontro con la polizia si consumò a Stoenești (Olt). Le forze dell'ordine bloccarono l'avanzata dei minatori e condussero Cozma al penitenziario di Rahova a Bucarest. Vi furono 100 poliziotti e 70 minatori feriti, mentre un minatore morì.

## Vicende giudiziarie successive

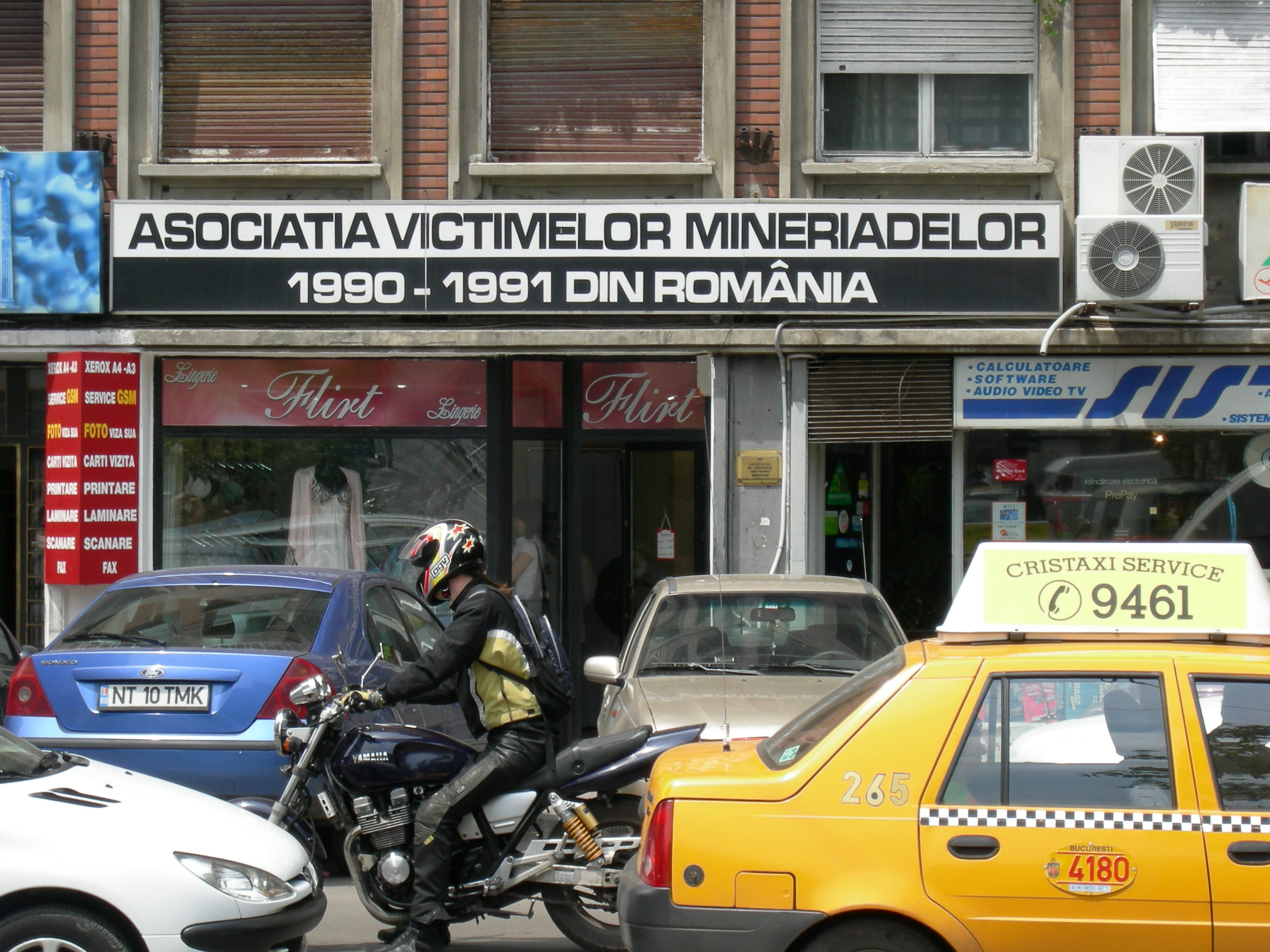
La sede dell'Associazione delle vittime delle mineriade a Bucarest

Il presidente della repubblica Ion Iliescu concesse la grazia a Miron Cozma il 15 dicembre 2004, pochi giorni prima del termine del suo mandato. Fu costretto, tuttavia, a revocare la decisione, come risultato della reazione dell'opinione pubblica.
Cozma si appellò alla revoca della grazia, vincendo la causa. Il 14 giugno 2005 fu liberato dal giudice della corte del Distretto di Dolj.
In ogni caso, il 28 settembre 2005 subì una nuova condanna a 10 anni di reclusione da parte dell'Alta corte di cassazione e giustizia per i fatti delle minariade del 1999, termini che includevano la parte di pena già scontata. La sua richiesta di rilascio condizionale fu rigettata il 2 giugno 2006.
Scontata completamente la pena, fu rilasciato il 2 dicembre 2007, con l'interdizione a risiedere a Petroșani o Bucarest.